# Краев, Владислав Сергеевич
Владисла́в Серге́евич Кра́ев (укр. Владислав Сергійович Краєв; род. 5 февраля 1995[…], Харьков) — украинский футболист, полузащитник

## Биография
Воспитанник академии харьковского «Металлиста». С 2008 по 2012 год провёл 69 матчей и забил 11 голов в чемпионате ДЮФЛ.
13 июля 2012 года дебютировал за молодёжную (до 21 года) команду харьковчан в домашнем матче против мариупольского «Ильичёвца». В юношеской (до 19 лет) команде впервые сыграл 8 августа того же года в выездном поединке с донецким «Металлургом».
В составе первой команды «Металлиста» дебютировал 24 августа 2014 в выездной игре 1/16 финала Кубка Украины против клуба ПФК «Сумы», заменив на 116-й минуте Чако Торреса.
18 апреля 2016 года главный тренер первой команды «Металлиста» Александр Севидов ушёл в отставку. Вслед за тренером пять игроков «основы» (Полянский, Приёмов, Касьянов, Ильющенков и Галенко) по подозрению в организации договорных матчей были отчислены из команды. На место Севидова был назначен тренер молодёжного состава Александр Призетко, под руководством которого дублёры харьковчан в десяти последних матчах одержали семь побед и трижды сыграли вничью, занимая после 22 туров чемпионата U-21 пятое место.
Перед дебютным матчем новый тренер, по собственным словам, «пытался перевернуть психологию команды», которая в двух последних турах пропустила 13 мячей. 23 апреля 2016 года в выездном матче «Металлиста» против днепродзержинской «Стали» в старте вышло четыре человека, а ещё трое — на замену из дублирующего состава. Сразу для четырёх игроков харьковчан этот матч стал дебютным. Для Сергея Наполова и Юрия Копыны — дебютным за первую команду «Металлиста» и первым в УПЛ, для Игоря Кошмана — дебютным за «Металлист», а для Владислава Краева — первым в УПЛ. Краев вышел на замену на 86-й минуте вместо Олега Синицы.

## Статистика
| Клуб      | Лига         | Сезон   | Чемпионат | Чемпионат | Кубок | Кубок | Дубль | Дубль |
| Клуб      | Лига         | Сезон   | Игры      | Голы      | Игры  | Голы  | Игры  | Голы  |
| --------- | ------------ | ------- | --------- | --------- | ----- | ----- | ----- | ----- |
| Металлист | Премьер-лига | 2012/13 |           |           |       |       | 23    | 0     |
| Металлист | Премьер-лига | 2013/14 |           |           |       |       | 17    | 0     |
| Металлист | Премьер-лига | 2014/15 |           |           | 1     | 0     | 16    | 1     |
| Металлист | Премьер-лига | 2015/16 | 1         | 0         |       |       | 18    | 7     |

## Достижения
- Бронзовый призёр Второй лиги Украины: 2017/18